# Velabrum
Velabrum (tal. Velabro) bilo je nizinsko područje antičkoga grada Rima smješteno između rijeke Tiber i Rimskoga foruma između brda Kapitola i Palatina. Granice područja nisu točno naznačene. Graničio je s Forumom Boarium i vicusom Tuscus (hrv.: "etruščansko selo ili etruščanska ulica"), cestom koja je polazila od rimskog foruma uz obronke Palatina prema Circusu Maximusu.

## Etimologija
Etimologija toponima nije jasna. Sekst Pompej Fest povezivao je naziv sa zračenjem i sušenjem žita. Plutarh i Varon povezivali su ga s izrazom vehere ili velaturam facere ("prevoziti preko vode"), pošto se u slučaju izlijevanja rijeke Tiber to mjesto moralo prijeći čamcima. Sam Plutarh pisao je o podrijetlu izraza iz običaja natkrivanja rute trijumfalne povorke jedrima, koja je također prolazila Velabrumom.

## Povijest
Područje je izvorno bilo močvarno i podložno poplavama rijeke Tiber. Prema legendi košara s blizancima Romulom i Remom nasukala se upravo u području Valabruma u podnožju brda Palatina. Močvarno tlo je već u vrijeme Tarkvinija i izgradnje Cloace Maxime gotovo potpunosti bilo isušeno. Ostaci Cloace Maxime prisutni na tom području čine cementni kanal (datiran u 1. stoljeće nove ere), koji zamjenjuje stariji dio prekriven pločama od pršinca iz 4. stoljeća pr. Kr. Nakon isušivanja močvare, na Velabrumu su niknule mnoge trgovačke i proizvodne djelatnosti vezane prije svega za proizvodnju i trgovinu poljoprivrednim proizvodima, dok su se u obližnjem Vicus Tuscus nalazili trgovci tkaninama i odjećom.
Područje je zadržalo svoju trgovačku funkciju sve do 6. stoljeća, kada je katastrofalna poplava Tibera iz 589. primorala stanovništvo na radove podizanja razine tla. Kasnije su ondje uspostavljene crkvene i socijalne ustanove, poput crkava sv. Teodora Palatinskog i sv. Jurja na Velabrumu. Ubrzo nakon toga toponim mijenja naziv u Velum Aureum i takav ostaje kroz cijeli srednji vijek.

## Vanjske poveznice
- F. Guidobaldi, C. Angelelli, s.v. "Velabrum", in E. M. Steinby, Lexicon Topographicum Urbis Romae, V, Roma 1999, pp.102-108 ISBN 887140162X